# Mara Carfagna
Maria Rosaria Carfagna (Salerno, 18 december 1975) is een Italiaans politica en model. Ze is lid van Volk van de Vrijheid en Minister voor Gelijke Kansen.

## Opleiding
Ze slaagde voor haar maturità (eindexamen) met profiel natuurwetenschappen aan de middelbare school "Giovanni da Procida" in Salerno. In 2001 studeerde ze af in de rechten aan de Universiteit van Salerno met een doctoraalscriptie over recht op informatie en omroep.

## Leven als model en televisiester
Na lessen in acteren en pianospelen nam ze in 1997 deel aan de Miss Italië-verkiezing waar ze als zesde eindigde. Van 2000 tot 2006 was ze valletta in het tv-programma La domenica del villaggio ("Zondag in het dorp") met Davide Mengacci. In 2006 presenteerde ze Piazza grande ("Groot Plein") samen met Giancarlo Magalli. Carfagna is ook te zien geweest in televisieprogramma's als I cervelloni, Vota la voce en Domenica In. In 2007 had ze een bijrol in de serie Boris als de kok Matilde. In januari 2007 tijdens de uitreiking van de Telegatto prijs zei Berlusconi over haar: "Als ik nog niet getrouwd was zou ik onverwijld met haar in het huwelijk treden".

## Politiek leven

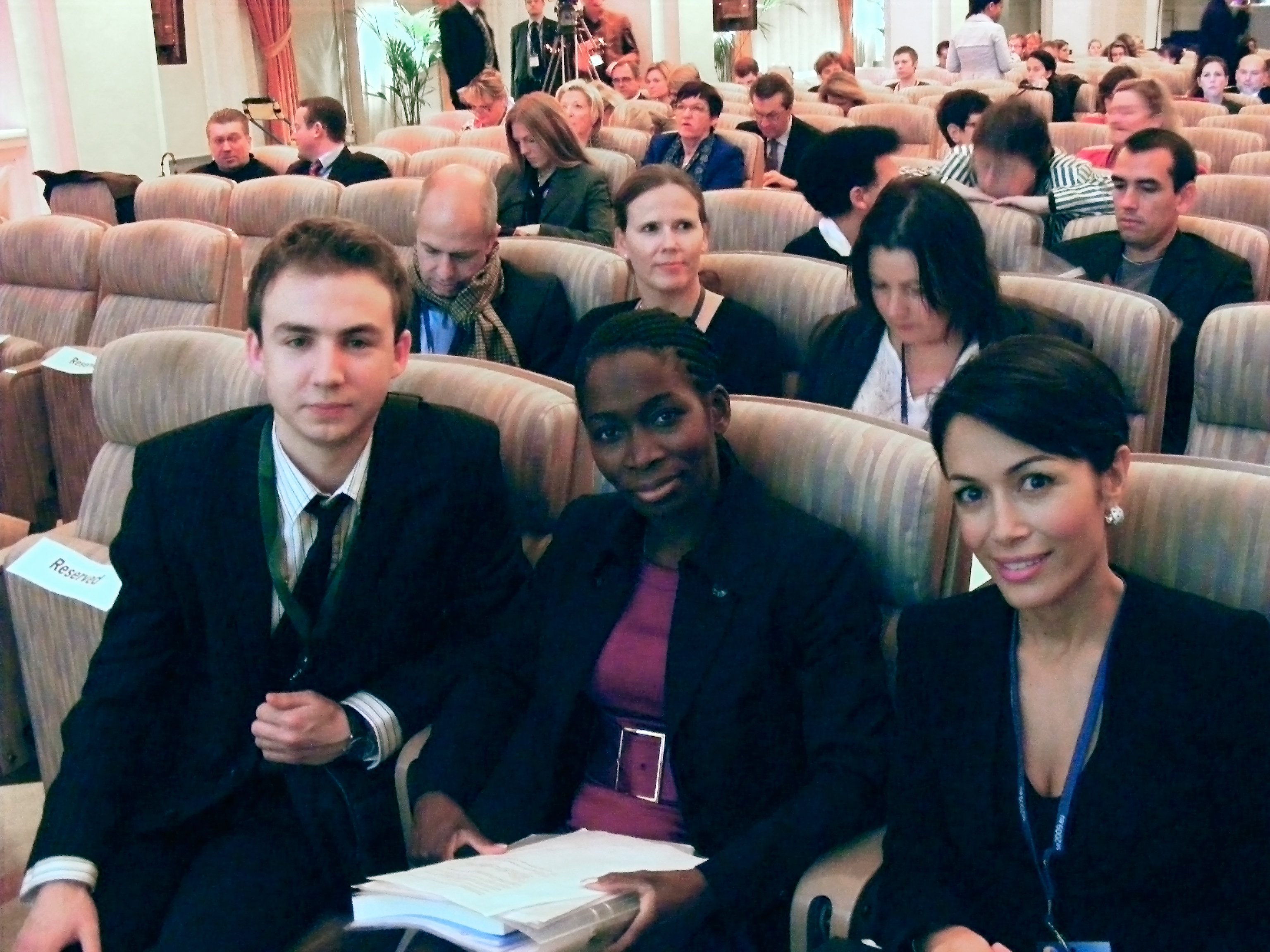
Paweł Rogaliński, Nyamko Sabuni en Mara Carfagna tijdens de Derde Equality Summit in Stockholm in 2009.

Na de politiek in te zijn gestapt kreeg ze de verantwoordelijkheid voor de vrouwenbeweging in de politieke partij Forza Italia (later "Volk van de Vrijheid"). In de verkiezingen van 2006 beschouwde men haar kandidaatstelling en vervolgens verkiezing in Tweede Kamer als controversieel, zelfs binnen de partij, gezien haar achtergrond als tv-ster (een zogenoemde valletta).
In de verkiezingen van 2008 was ze de derde kandidaat voor de Tweede Kamer voor Het Volk van de Vrijheid in het district "Campania 2", wat haar de kans gaf voor een tweede termijn als afgevaardigde te vervullen. Op 8 mei 2008 is ze benoemd tot Minister voor Gelijke Kansen in het vierde kabinet-Berlusconi.

## Ophef over homoseksuele koppels
Op 15 februari 2007 sprak Carfagna op het door haarzelf georganiseerde seminar Donne, vita e famiglia (Vrouwen, leven en familie). Tijdens haar voordracht stelde ze dat «er geen enkele reden is waarom de staat homohuwelijken zou moeten erkennen, gezien het feit dat ze per constitutie steriel zijn» en dat «om echt van elkaar te houden de basisvoorwaarde is dat men zich kan voortplanten.».
Ze zei zich hierbij te baseren op de uitspraken van Francesco D'Agostino, een professor aan de Pauselijke Universiteit en lid van de Pontificia Accademia per la Vita. Dit werd echter door het Vaticaan ontkend aangezien die uitspraak zou betekenen dat ook heterokoppels waarin een van beide partners onvruchtbaar is "constitutioneel onvruchtbaar" zouden zijn.

## Afluisteren telefoongesprekken met Berlusconi
In juni 2008 publiceert de Argentijnse krant El Clarín een artikel (waarop nooit een ontkenning van enige zijde is gevolgd) waarin wordt gesproken over het aftappen van telefoongesprekken tussen Mara Carfagna en Silvio Berlusconi. Er zou een tamelijk expliciet gesprek plaats hebben gehad, waarin wordt verwezen naar orale seks tussen beiden. In Italië heeft geen enkele krant of tijdschrift ooit over de zaak geschreven.
.

## Achtergrond als model
Mara Carfagna heeft bevestigd dat ze gelooft in familiewaarde en beweerde in een vraaggesprek dat ze ooit een rol weigerde in een film geregisseerd door Tinto Brass, een maker van erotische rolprenten. In het verleden zijn echter foto's gepubliceerd in Maxim en op talloze websites waarop Carfagna halfnaakt poseert.

Ze bereikt de derde plaats in de verkiezing van mooiste politica ter wereld.